# Timema ritensis
Timema ritensis är en insektsart som beskrevs av Morgan Hebard 1937. Timema ritensis ingår i släktet Timema och familjen Timematidae. Inga underarter finns listade i Catalogue of Life.